# Giuseppe Alessandrini
Giuseppe Alessandrini (Roma, 31 gennaio 1923 – 22 maggio 2001) è stato un politico italiano.
È stato deputato alla Camera per il Partito Liberale Italiano per due legislature, dal 1968 al 1976.

## Pubblicazioni
- Giuseppe Alessandrini, Battaglie liberali (1964-1968), Roma, Elsinore, 1968.